# 東京バレエ団 (第1期)

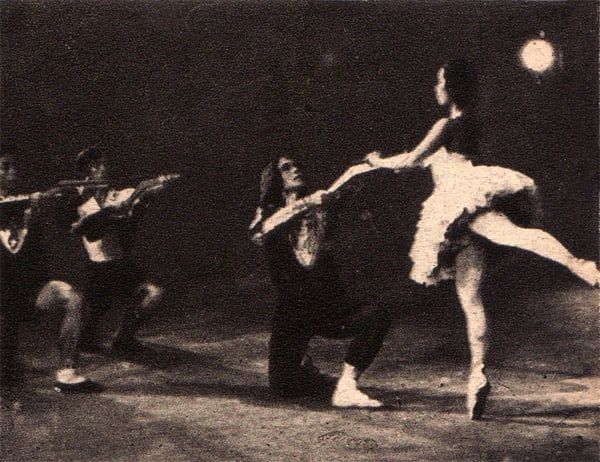
東京バレエ団による『白鳥の湖』（1946年）

東京バレエ団（とうきょうバレエだん）は、1946年から1950年の間に活動した日本のバレエ団体である。このバレエ団は『白鳥の湖』全幕版を日本初演し、第二次世界大戦後の日本にバレエ人気を高めた。なお、現在活動している東京バレエ団とは直接のつながりはない。

## 沿革

### 結成
第二次世界大戦の終了後、軍需工場や慰問隊などに動員されていた女性ダンサーたちがバレエ団に戻り、男性たちも軍から復員してきて、日本のバレエ界は再始動した。当時服部・島田バレエ団を主宰していた島田廣は、バレエ界が協力して全幕バレエの上演を行うべきだと考え、舞踊評論家の蘆原英了に相談した。蘆原は島田の考えに賛同し、自らが呼びかけ人となって第二次世界大戦前から日本のバレエ界で活躍を続けていた東勇作、貝谷八百子に話を持ちかけた。その結果、地方へ疎開せずに東京に残っていた服部・島田バレエ団、東勇作バレエ団、貝谷八百子バレエ団の3団体が合同で公演を行うことになった。
蘆原は島田に上海バレエ・リュスで活躍し、その後日本に引き揚げてきた小牧正英を引き合わせた。島田、東、貝谷、小牧、そして服部智恵子が発足メンバーとなり、蘆原を顧問として1946年4月23日に東京バレエ団が結成され、第1回公演として『白鳥の湖』全4幕を上演することに決まった。蘆原の紹介でバレエ団のスポンサーには東宝がつき、空襲に遭わず焼け残っていた世田谷区松原の貝谷八百子バレエ団の稽古場にダンサーたちが集まって稽古が始まることになった。この時集まったダンサーの中で、島田、東、小牧を除くと男性は3名しかいなかったという。このため、一部男性のパートも女性ダンサーが踊っていた。踊りのない群衆や立役などのエキストラ男性には早稲田大学、慶應義塾大学、上智大学の演劇部の学生が出演し、その中には当時慶應義塾大学法学部の学生だったフランキー堺がいた。
不足していたのは男性ダンサーだけではなく、練習着やトウシューズなども同様だった。小牧のように第二次世界大戦前からバレエを続けていた者たちはタイツやバレエシューズ、トウシューズを所有していたが、大戦後にバレエを始めた者たちは普段に着る物にも事欠く状況だったため、タイツなどは入手することもできなかった。男性は水泳用パンツを穿き、寒い時期にはその下にズボン下を重ね着していた。女性でも男物のラクダのももひきをタイツの代用にしている場合があった。トウシューズに至っては、稽古用のズック製トウシューズを白墨で白く染め上げて舞台に立ったダンサーもいた。
当時の日本には、『白鳥の湖』の全幕用オーケストラ・スコアが存在せず、組曲版のピアノ・パートの楽譜だけしかなかった。小牧は引き揚げの際に上海で使っていた全幕用のピアノ・スコアを持ち帰っていたため、山田一雄がこのスコアをオーケストラ用に編曲した。
8月9日、帝国劇場で東京バレエ団第1回公演『白鳥の湖』全幕初演が実現した。演出と振付には上海でこのバレエの上演を何度も経験していた小牧があたり、指揮は山田、舞台美術は蘆原の叔父である画家の藤田嗣治が担当した。
主役のオデット＝オディールと王子に東の門下生だった松尾明美・東の組と貝谷・島田組のダブルキャスト、ロットバルトは小牧、王妃に服部、第1幕のパ・ド・トロワはやはり東の門下生だった松山樹子と半沢かほるの2人、そして王子を踊らない日の島田と東が交替出演していた。この公演は大好評を持って迎えられ、当初は8月25日までの予定だったものが8月30日まで延長された。

### 消滅
『白鳥の湖』全幕日本初演が大成功した陰で、すでに東京バレエ団には内紛の兆しがあった。島田によると、『白鳥の湖』公演のさなかに、帝国劇場の廊下に各バレエ団が「研究生募集」というポスターを貼りあうという事態が起こっていた。その後服部・島田バレエ団の団員が小牧の設立した小牧バレエ団に無断で移籍したことが決定的なきっかけになって、第2回公演『ジゼル』（東勇作振付） 他の上演には服部・島田バレエ団は参加しなかった。第3回公演『コッペリア』からは東勇作バレエ団も抜けた。顧問を務めていた蘆原も、この内紛に嫌気がさして、以後は日本のバレエ界と距離を置くようになった。
第4回公演『白鳥の湖』で服部・島田バレエ団が復帰するが、各バレエ団には東京バレエ団としての公演だけではなく、それぞれ単独での公演も増えていた。東京バレエ団の公演は、事実上小牧バレエ団の公演となっていき、1950年に有楽座で行われた第7回公演『コッペリア』をもって解散する結果となった。

### その後
東京バレエ団の解散後、当時の関係者たちの人間関係は険悪になり、顔を合わせても口も利かないような状態だった。その関係を修復するきっかけになったのは、1957年のボリショイ・バレエ団来日公演だった。
ボリショイ・バレエ団来日公演実現に向けて尽力したのは、前年の日ソ国交回復調印式に当時の首相鳩山一郎の秘書として随行した服部智恵子だった。その公演を観た当時の関係者たちは、長年のわだかまりを捨てて旧交を温めあい、やがてそれは日本バレエ界で唯一の全国組織となる日本バレエ協会の設立につながっていくことになった。